# Gersfeld (Rhön)
Gersfeld település Németországban, Hessen tartományban. Lakosainak száma 5521 fő (2023. december 31.). Gersfeld Ehrenberg (Rhön) és Poppenhausen községekkel határos.

## Népesség
A település népességének változása:
| Lakosok száma | 5617 | 5475 | 5458 | 5436 | 5516 | 5521 |
|               | 2014 | 2017 | 2019 | 2021 | 2022 | 2023 |